# Odontostilbe gracilis
Odontostilbe gracilis är en fiskart som först beskrevs av Géry, 1960.  Odontostilbe gracilis ingår i släktet Odontostilbe och familjen Characidae. Inga underarter finns listade i Catalogue of Life.